# Tini Nindzsa Teknőcök: Elő az árnyékból!
A Tini Nindzsa Teknőcök: Elő az árnyékból! (eredeti cím: Teenage Mutant Ninja Turtles: Out of the Shadows) amerikai sci-fi akcióvígjáték, a Mirage Studios filmje, amely 2016-ban jelent meg a mozikban. Ez a hatodik film, amely a Tini Nindzsa Teknőcök-höz kapcsolódik. A filmet Dave Green rendezte, Josh Appelbaum és André Nemec írta. A filmet 2015. április 17-én kezdték forgatni New Yorkban. A filmnek sok producere volt, az egyik közülük Michael Bay, a másik pedig Josh Appelbaum, aki kivette a részét a forgatókönyv megírásából is.

## Történet
A Tini Nindzsa Teknőcök – vagyis Leonardo, Donatello, Raffaello és Michelangelo – minden eddiginél nagyobb veszéllyel állnak szemben. Zúzó megszökik az őrizetből, s szövetséget köt egy őrült tudóssal, Baxter Stockmannal, aki teleportációs berendezésével eltünteti Zúzót, épp, mielőtt a Tini Nindzsa Teknőcök elfoghatnák egy hálóval. Stockman mutáns segédjei, Bebop és Rocksteady is velük tartanak. Így akar Zúzó világuralomra törni egy gonosz idegen lény segítségével. A teknőcök, valamint April O'Neil, Casey Jones és Vernon Fenwick megküzdenek a Zúzóval és cinkosaival. Majd egy másik gonosztevővel is szembe kell nézniük, az idegen lénnyel, aki űrhajójával a Föld elpusztítására készül. Így a hősöknek Zúzó, Stockman, Bebop és Rocksteady mellett Kranggel is le kell számolniuk.

## Szereplők
| Szerep           | Színész                               | Magyar hang         |
| ---------------- | ------------------------------------- | ------------------- |
| Michelangelo     | Noel Fisher                           | Rajkai Zoltán       |
| Donatello        | Jeremy Howard                         | Stohl András        |
| Leonardo         | Pete Ploszek                          | Szabó Máté          |
| Raffaello        | Alan Ritchson                         | Szatory Dávid       |
| April O'Neil     | Megan Fox                             | Zsigmond Tamara     |
| Casey Jones      | Stephen Amell                         | Csőre Gábor         |
| Szecska mester   | Danny Woodburn Tony Shalhoub (hangja) | Háda János          |
| Zúzó             | Brian Tee                             | Törköly Levente     |
| Vernon Fenwick   | Will Arnett                           | Zámbori Soma        |
| Rebecca Vincent  | Laura Linney                          | Bertalan Ágnes      |
| Baxter Stockman  | Tyler Perry                           | Vass Gábor          |
| Rocksteady       | Stephen Farrelly Myles Humphus        | Hajdu István        |
| Bebop            | Gary Anthony Williams                 | Kálid Artúr         |
| Krang            | Brad Garrett                          | Kálloy Molnár Péter |
| Karai            | Brittany Ishibashi                    | Agócs Judit         |
| Trevor           | Connor Fox                            | Pálmai Szabolcs     |
| Vernon barátnője | Alessandra Ambrosio                   | Csuha Bori          |
| Űrdongó          | Űrdongó                               | Papucsek Vilmos     |
| Carmelo Anthony  | Carmelo Anthony                       | Bognár Tamás        |
| Hamlett          | Hamlett                               | Papp János          |
| Jade             | Jane Wu                               | Ősi Ildikó          |
| Jill Martin      |                                       | Sallai Nóra         |

## Magyar változat
A szinkront az SDI Media Hungary készítette. Forgalmazza a UIP-Dunafilm.
- Magyar szöveg: Blahut Viktor
- Hangmérnök: Bederna László
- Vágó: Kránitz Bence
- Gyártásvezető: Németh Piroska
- Szinkronrendező: Faragó József
- Produkciós vezető: Németh Napsugár, Szabó Nicolette
- További magyar hangok: Bálizs Anett, Bordás János, Czető Roland, Dózsa Zoltán, Fűzi János, Galiotti Barbara, Gardi Tamás, Grúber Zita, Harcsik Róbert, Illésy Éva, Jánosi Ferenc, Joó Gábor, Kántor Zoltán, Kapu Hajni, Kisfalusi Lehel, Laurinyecz Réka, Lipcsey-Colini Borbála, Maday Gábor, Mohácsi Nóra, Oroszi Tamás, Pál Tamás, Pap Kati, Péter Richárd, Petridisz Hrisztosz, Potocsny Andor, Sipos Eszter Anna, Sótonyi Gábor, Sörös Miklós, Szabó Andor, Szokol Péter, Vámos Mónika, Varga Rókus, Vári Attila[2]

## Fogadtatás
A Tini Nindzsa Teknőcök második része mérsékelt sikert aratott a nézők körében. Az IMDb felhasználói 6/10-es osztályzatott adtak a filmnek, 57409 szavazat alapján. A Rotten Tomatoes oldalán 48%-on áll a film, 53070 szavazat alapján. A Metacritic-en pedig 5,7/10, 277 szavazat alapján.
A kritikusok sem voltak elragadtatva a filmtől, ők még alacsonyabb osztányzatokat adtak. A Rotten Tomatoes-on 38%-ot kapott, 146 kritika alapján, a Metacritic-en pedig 40/100, 30 kritika alapján.
A film mégis kapott két jelölést a Teen Choice Awards-on, mind a kettőt a nyári kategóriában. Stephen Amell-t a legjobb férfi színésznek, míg Megan Fox-ot a legjobb női színésznek jelölték. Ezenkívül a Nickelodeon Kids’ Choice Awards-on is kapott jelöléseket: a kedvenc film, a kedvenc színész (Will Arnett) és a kedvenc színésznő (Megan Fox) kategóriában.